# El Aroussa
El Aroussa (arabisch العروسة) ist eine tunesische Kleinstadt mit etwa 2500 Einwohnern im Norden des Gouvernements Siliana an der Grenze zum Gouvernement Beja. Der Ort befindet sich rund 40 km nördlich der Gouvernementshauptstadt Siliana und etwa 100 km südwestlich der Hauptstadt Tunis.